# Енкур (Север)
Енкур (фр. Haynecourt) је насеље и општина у североисточној Француској у региону Север-Па д Кале, у департману Север која припада префектури Камбре.
По подацима из 2011. године у општини је живело 595 становника, а густина насељености је износила 100,51 становника/km². Општина се простире на површини од 5,92 km². Налази се на средњој надморској висини од 63 метара (максималној 81 m, а минималној 58 m).

## Демографија
| 1962. | 1968. | 1975. | 1982. | 1990. | 1999. | 2011. |
| ----- | ----- | ----- | ----- | ----- | ----- | ----- |
| 534   | 568   | 323   | 369   | 442   | 276   | 595   |

График промене броја становника у току последњих година